# 马尔布尔
马尔布尔（羅馬化：Mālpur）是印度古吉拉特邦阿拉瓦利县的一个城镇。总人口6510（2001年）。

## 人口
该地2001年总人口6510人，其中男性3402人，女性3108人；0—6岁人口792人，其中男460人，女332人；识字率72.03%，其中男性为79.01%，女性为64.38%。